# 三上大和
三上 大和（みかみ やまと、1976年9月22日 - ）は、日本の実業家。元タレント、元俳優。青森県五所川原市出身。青森県立五所川原農林高等学校農業土木科卒業。元太田プロダクション所属。

## 来歴
1994年に日本テレビ系『天才・たけしの元気が出るテレビ!!』の「平成口ゲンカ王決定戦」に出演し準優勝。その際独特の話し方（津軽弁）、キャラクターのユニークさで注目を集め、他のコーナーにも「素朴なヤンキー」として登場するようになる。
高校卒業後に上京して芸能界入り。1995年に「We Are YAMATO」で歌手デビュー。続くセカンドシングルとしてリリースした「Let's go 女 happy time」、「Break Out!」はオリコンチャートにはランクインせず(圏外)、歌手デビューした結果は不発に終わった。1996年にNHKの『家へおいでよ』でドラマ初出演。以降、役者として『サイコメトラーEIJI2』、『傷だらけの女』などドラマ、映画、舞台に出演する。
2000年代半ば以降芸能界は引退し、父が経営していた会社である東北興産建設株式会社の代表取締役となっている。

## 人物

### 家族
- 次男である[1][2]。
- 父は羽柴グループ代表の三上誠三（羽柴誠三秀吉）[1]。

## エピソード
- 高校を卒業すると父に何も告げずに上京。距離を置き続けたが役者をしていた20代初めに、劇作家で演出家のつかこうへいが主宰する舞台に出演した際、父が突然劇場に新調した作業着と長靴姿で現われたことがある[1]。
- 『天才・たけしの元気が出るテレビ!!』で青森の実家の城が取り上げられ、鎧をつけた父が登場している様子が1996年10月6日の最終回でも放送された。また「平成口ゲンカ王決定戦」に出演して以降、人気が出てファンレターが多数送られてきた他、『バレンタイン　三上大和君　応援ありがとう集会』が開催され、多数の女性が会場に殺到した（1995年3月25日・1996年10月6日放送分）。

## 出演

### バラエティ
- 天才・たけしの元気が出るテレビ!!（1994年 - 1996年10月6日、日本テレビ）
- 森田一義アワー 笑っていいとも!（1998年10月 - 2000年3月、フジテレビ）
- 天才てれびくんワイド（2000年、NHK)　- ドラマ「魔界探偵」に出演
- 1億人の大質問!?笑ってコラえて!（2000年8月2日、日本テレビ）
- ウンナンのホントコ! （2001年2月28日、TBS）- 芸能人Eメール恋愛コーナーに出演
- ふうふうごはん（2001年7月2日 -7月4日、フジテレビ)
- タモリ倶楽部（2000年2月18日・2001年7月6日・11月23日、テレビ朝日）
- 壮絶バトル!花の芸能界（2002年9月21日・2003年1月30日・2月6日、日本テレビ）
- 決定!これが日本のベスト （2003年12月14日、テレビ朝日)
- とんねるずのみなさんのおかげでしたクリスマス特大SP （2003年12月25日、フジテレビ)
- クイズ☆タレント名鑑（2011年1月23日、TBS）- 「「芸能センター試験/ギリギリ有名人が逃走中」コーナーに出演
- ナカイの窓（2013年6月12日、日本テレビ）

### テレビドラマ
- 家へおいでよ（1996年、NHK）
- 警察署長（1997年9月6日、テレビ朝日）
- 走れ公務員!（1998年、フジテレビ）
- 徳川慶喜（1998年、NHK） - 亀あぶ 役
- 傷だらけの女（1999年、フジテレビ）
- サイコメトラーEIJI2（1999年、日本テレビ）
- はぐれ刑事純情派（2000年7月19日、テレビ朝日） - 篠田雄二 役
- 天才てれびくん　魔界探偵（2000年、NHK） - 今野洋介 役
- レッド（2001年10月、フジテレビ）
- オカンは宇宙を支配する（2002年9月23日、フジテレビ）
- 北アルプス山岳救助隊・紫門一鬼（4）北アルプス殺人ケルン(2002年11月6日、テレビ東京）
- シリーズ恐怖夜話 episode1「GHOST GATE」（2003年4月、KBSほか） - 梶野信夫 役
- 土曜ワイド劇場「壁の目」 森村誠一の終着駅シリーズ「壁の目 誰かが殺人をのぞいている!雨の新宿で誘惑した女黒部峡谷～宇奈月温泉で殺された女の接点」（2003年7月5日、テレビ朝日）
- ヤンキー母校に帰る（2003年10月 - 12月、TBS） - 井口大 役
- 御宿かわせみ第二章（2004年5月7日、NHK）第6話
- オレンジデイズ（2004年、TBS）
- トキオ 父への伝言（2004年9月28日、NHK）第18話
- Mの悲劇（2005年、TBS）
- ホーリーランド（2005年6月17日、テレビ東京）第12話
- 次郎長背負い富士（2006年6月8日、NHK）第2話

### 映画
- お墓がない!（1998年、松竹） - 川田 役
- 夜の哀しみ（2001年、アースライズ） - 内海健介 役
- 光の雨（2001年、シネカノン） - 森中広志 役
- 海猫（2004年、東映） - 小橋 役

### オリジナルビデオ
- プリズンホテル（1997年）
- 湘南武闘派高校伝（1997年）
- ビーバップハイスクール愛徳VS城東・代理戦争篇(1997年)
- 『本気!』シリーズ 21話〜30話 - 子組・鈴木銀次 役
- 渋谷ミッドナイト・ウォー 暗黒街（2003年） - 神尾重光(渋谷のカラーギャング) 役
- 特攻会社員
- 真・雀鬼10 雀鬼vs黒の雀鬼!悪夢の麻雀勝負 - 村瀬 役
- 隠忍術
- 梁山泊
  - 仁義なき頂上決戦（2003年7月）
  - 攻略の絆（2003年10月）
  - 激突!パチスロ大戦争（2004年）

### 舞台
- つかこうへいオールスター顔見世興行「新・幕末純情伝」(1998年)